# New Point (Indiana)
New Point est une municipalité située dans le comté de Decatur, dans l’État de l'Indiana, aux États-Unis. Lors du recensement de 2020, elle comptait 319 habitants.